# Sea of Light
Sea of Light är ett studioalbum av det brittiska rockbandet Uriah Heep, utgivet 1995.

## Låtlista
1. "Against the Odds" (Box/Lanzon) 6.12
2. "Sweet Sugar" (Bolder) 4.43
3. "Time of Revelation" (Box/Lanzon) 4.02
4. "Mistress of All Time" (Lanzon) 5.33
5. "Universal Wheels" (Box/Lanzon) 5.39
6. "Fear of Falling" (Bolder) 4.38
7. "Spirit of Freedom" (Box/Lanzon) 4.14
8. "Logical Progression" (Box/Lanzon) 6.12
9. "Love in Silence" (Box/Lanzon) 6.48
10. "Words in the Distance" (Box/Lanzon) 4.46
11. "Fires of Hell" (Your Only Son) (Bolder) 3.56
12. "Dream On" (Bolder) 4.26

## Medlemmar
- Bernie Shaw - Sång
- Mick Box - Gitarr, och sång
- Phil Lanzon  - Keyboards och sång
- Trevor Bolder  - Bas och sång
- Lee Kerslake - Trummor och sång